# ベルモンドの怪盗二十面相
『ベルモンドの怪盗二十面相』（ベルモンドのかいとうにじゅうめんそう、L'Incorrigible）は、1975年のフランスの犯罪コメディ映画。監督はフィリップ・ド・ブロカ、出演はジャン＝ポール・ベルモンドとジュヌヴィエーヴ・ビュジョルドなど。アレックス・ヴァローの小説『Ah mon pote』を原作としている。

## ストーリー
ビクトール・ボーチエは、二十の顔、二十の名前と二十の愛人を持つ詐欺師で泥棒。出所後も相変わらずのビクトールだが、自分を担当する保護観察官のマリー＝シャルロットに一目惚れしてしまう。ビクトールはいつも通りの口八丁手八丁で彼女の心を射止めるが、マリー＝シャルロットの父親が館長を務める美術館にエル・グレコの祭壇画があることを知ると、泥棒仲間の父カミーユとラウールの3人でそれを盗み出すことにする。
トラブルはあったものの計画通りに盗みに成功した3人は、祭壇画と引き換えに政府から大金をせしめる。手に入れた金でマリー＝シャルロットと暮らし始めたビクトールだったが、穏やかな生活が性に合うわけはなく、結局、彼女を捨てて父親のもとに戻る。

## キャスト
- ビクトール・ボーチエ: ジャン＝ポール・ベルモンド - 出所したばかりの大泥棒。
- マリー＝シャルロット・ポンタレック: ジュヌヴィエーヴ・ビュジョルド - ビクトールの保護観察官。
- カミーユ: ジュリアン・ギオマール（フランス語版） - ビクトールの父。泥棒。
- ラウール: シャルル・ジェラール - ビクトールの泥棒仲間。
- 警視総監: ダニエル・チェカルディ
- エレーヌ: キャプシーヌ - ビクトールのかつての愛人。
- タチアナ・ネグレスコ: アンドレア・フェレオル（フランス語版）